# Alberto Toril
Alberto Toril Domingo (Palma di Maiorca, 1º giugno 1997) è un calciatore spagnolo, attaccante dell'Alajuelense.

## Carriera
Cresciuto calcisticamente nelle giovanili del Maiorca, ha iniziato la sua carriera giocando in varie squadre della terza divisione spagnola. Nell'estate 2021 viene acquistato dal Piast Gliwice, formazione militante in Ekstraklasa, la massima serie del campionato polacco.

## Statistiche

### Presenze e reti nei club
Statistiche aggiornate al 17 luglio 2022.
| Stagione        | Squadra         | Campionato      | Campionato | Campionato | Coppe nazionali | Coppe nazionali | Coppe nazionali | Coppe continentali | Coppe continentali | Coppe continentali | Altre coppe | Altre coppe | Altre coppe | Totale | Totale |
| Stagione        | Squadra         | Comp            | Pres       | Reti       | Comp            | Pres            | Reti            | Comp               | Pres               | Reti               | Comp        | Pres        | Reti        | Pres   | Reti   |
| --------------- | --------------- | --------------- | ---------- | ---------- | --------------- | --------------- | --------------- | ------------------ | ------------------ | ------------------ | ----------- | ----------- | ----------- | ------ | ------ |
| 2016-gen. 2017  | Sestao River    | SDB             | 13         | 0          | CR              | 2               | 0               |                    | -                  | -                  |             | -           | -           | 15     | 0      |
| gen.-giu. 2017  | Arenas Getxo    | SDB             | 14         | 2          | CR              | -               | -               |                    | -                  | -                  |             | -           | -           | 14     | 2      |
| 2017-2018       | Olot            | SDB             | 21         | 4          | CR              | 2               | 1               |                    | -                  | -                  |             | -           | -           | 23     | 5      |
| 2018-2019       | Almería B       | SDB             | 32         | 4          |                 | -               | -               |                    | -                  | -                  |             | -           | -           | 32     | 4      |
| 2019-2020       | Real Murcia     | SDB             | 20         | 5          | CR              | 0               | 0               |                    | -                  | -                  |             | -           | -           | 20     | 5      |
| 2020-2021       | Real Murcia     | SDB             | 20         | 9          |                 | -               | -               |                    | -                  | -                  |             | -           | -           | 20     | 9      |
| 2021-2022       | Piast Gliwice   | EK              | 32         | 6          | CP              | 2               | 0               |                    | -                  | -                  |             | -           | -           | 34     | 6      |
| 2022-2023       | Piast Gliwice   | EK              | 1          | 0          | CP              | 0               | 0               |                    | -                  | -                  |             | -           | -           | 1      | 0      |
| Totale carriera | Totale carriera | Totale carriera | 153        | 30         |                 | 6               | 1               |                    | -                  | -                  |             | -           | -           | 159    | 31     |

## Palmarès
- CONCACAF Central American Cup: 1

Alajuelense: 2024